# ميلتون (نيويورك)
ميلتون (بالإنجليزية: Milton (town), New York) هي بلدة أمريكية تقع في الولايات المتحدة في مقاطعة ساراتوغا، نيويورك. يقدر عدد سكانها بـ 17,103 نسمة .

## أعلام
- ويليام جاي يومانز
- مارغريت روسو